# Iwolginsker Ringwallsiedlung

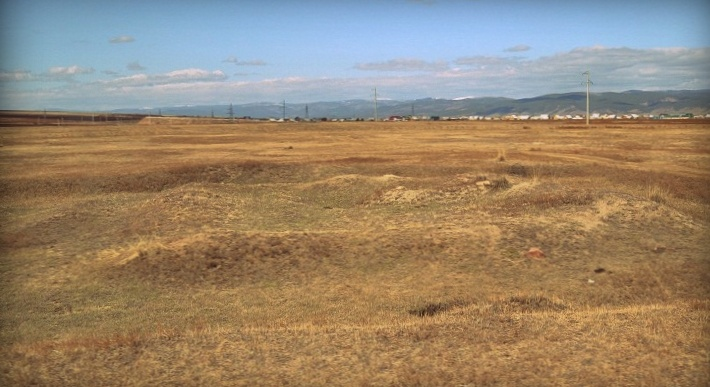
Iwolginsker Ringwallsiedlung (2011)

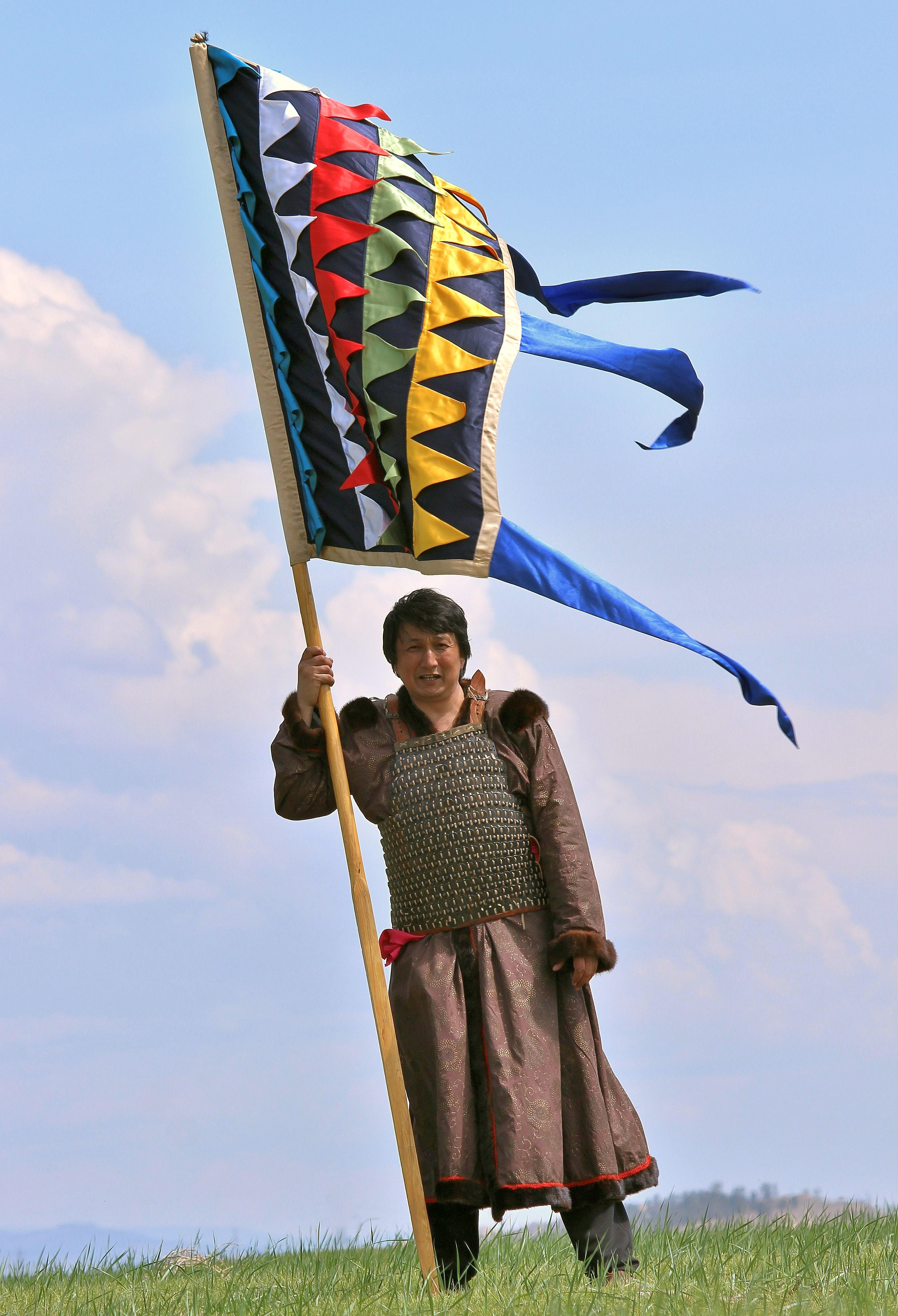
Hunnen-Folkloristik: Der Präsident des Fördervereins auf dem Gelände (2012)

Die Iwolginsker Ringwallsiedlung (russisch Иволгинское (Хуннское) городище) ist eine archäologische Siedlungsstätte aus dem 3. Jahrhundert v. Chr. nahe Ulan-Ude, der Hauptstadt der russischen Republik Burjatien.

## Geographische Lage
Die einstige Siedlung liegt am südwestlichen Stadtrand von Ulan-Ude in Richtung der Ortschaft Iwolginsk. Südöstlich fließt die Selenga vorbei, in die etwas weiter östlich die nordöstlich die Siedlung passierende Iwolga mündet. Westlich zweigt die westwärts nach Iwolginsk führende A340 (früher A165 genannt) von der Ulan-Ude mit Tarbagatai im Süden verbindenden M55 ab.

## Geschichte und Beschreibung
Gegründet wurde die Siedlung im 3. Jahrhundert v. Chr. von den Xiongnu. Sie war mit einem annähernd quadratischen vierfachen Ringwall von etwa 340 × 340 m Ausdehnung befestigt. Die Siedlung, die bis zu 4000 Einwohner hatte, wurde vermutlich im 1. Jahrhundert v. Chr. bei einem militärischen Angriff zerstört. Bisher (Stand 2013) sind Reste von 54 Gebäuden ausgegraben. Einige Funde sind im Ethnografischen Museum Transbaikaliens ausgestellt.

## Folklore und Tourismus

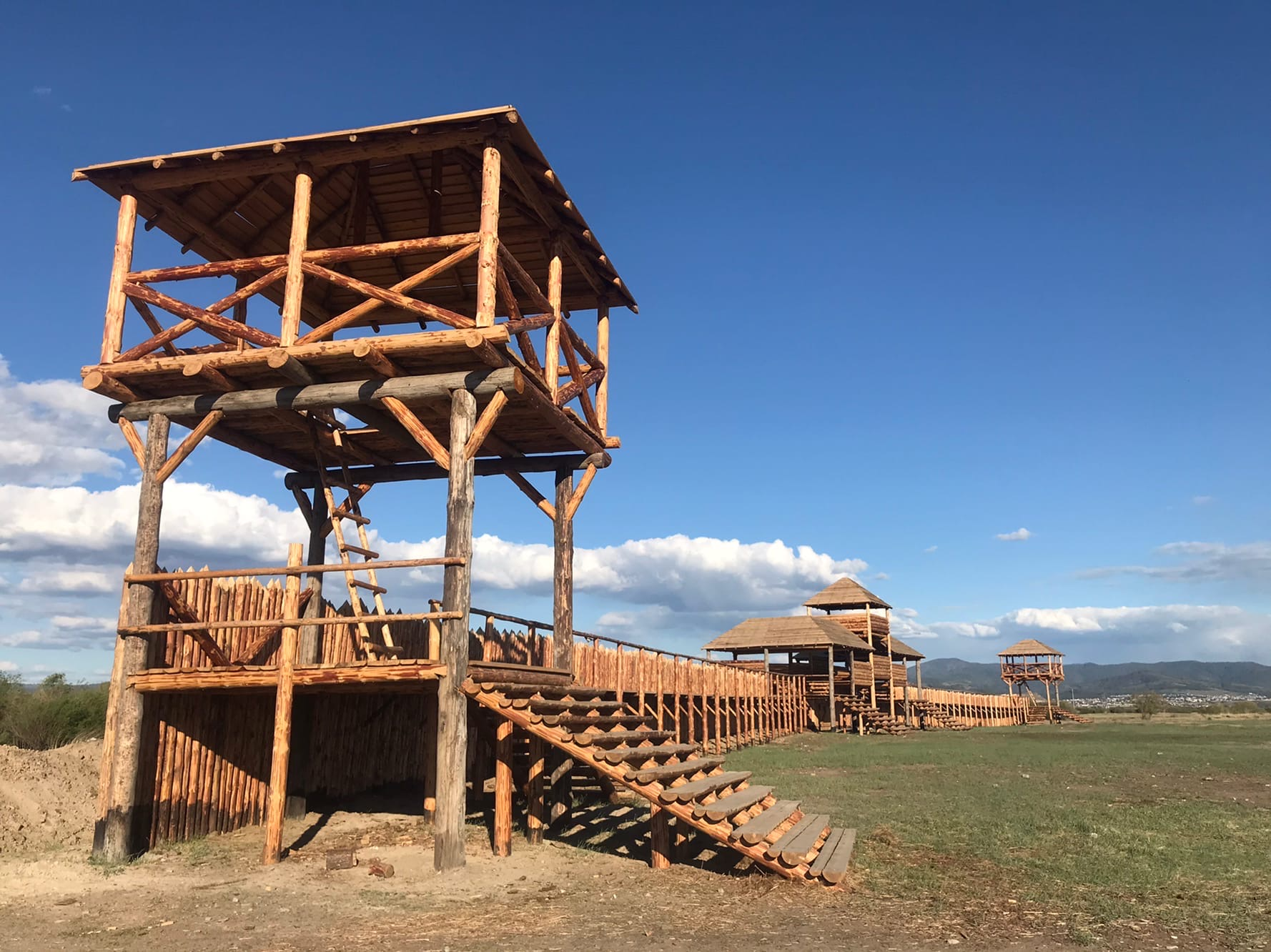
Rekonstruktion der Siedlung (Baustand Mai 2020)

Da die Xiongnu-Kultur von europäischen Historikern bis ins 18. Jahrhundert für zu den Hunnen zugehörig gehalten wurde und in der Populärkultur diese beiden zentralasiatischen Reitervölker bzw. -stammesgruppen weiterhin nicht unterschieden werden, werden die Funde (beispielsweise in Reiseführern) auch als Funde der Hunnenkultur und die Stätte als „Hunnensiedlung“ bezeichnet. Auch ist die Hunnenkultur Thema folkloristischer und anderer Veranstaltungen auf dem Gelände und in Ulan-Ude, beispielsweise wurde dort 2011 Giuseppe Verdis Oper Attila als Freilichtveranstaltung aufgeführt.
Seit 2013 war geplant, mit Finanzmitteln der UNESCO eine rekonstruierte „Hunnenstadt“ nach Vorbildern der Siedlung als Touristenattraktion zu errichten. 2019 wurde mit einem solchen Bau begonnen.